# Ausar Thompson
Ausar XLNC Thompson (Oakland, 30 gennaio 2003) è un cestista statunitense con cittadinanza giamaicana, professionista nella NBA con i Detroit Pistons.

## Biografia
È il fratello gemello del cestista Amen Thompson.

## Carriera

### High School
Tra i 13 e i 14 anni, Thompson e la sua famiglia si trasferirono a Fort Lauderdale, in Florida, per permettere a lui e al fratello di iniziare a giocare a basket liceale presso la Pine Crest School, un anno in anticipo. I gemelli divennero immediatamente titolari della squadra.
Thompson fu valutato come una giovane promessa da cinque stelle sia da ESPN che da Rivals. Diverse università mostrarono interesse nei suoi confronti e, al termine del suo terzo anno di scuola superiore, ricevette offerte da Alabama, Arizona, Auburn, Arizona State e Kansas, ma decise di non giocare a livello collegiale.

### Overtime Elite (2021-2023)
Il 25 maggio 2021, Thompson firmò il suo primo contratto professionistico con la Overtime Elite, una nuova lega professionistica con sede ad Atlanta aperta a giocatori di età compresa tra 16 e 20 anni. Entrò nella lega insieme al fratello Amen, saltando l'ultimo anno di scuola superiore e rinunciando al percorso universitario. Nella sua prima stagione Thompson giocò per Team Elite, competendo contro le altre squadre della lega e alcune squadre liceali. Arrivato in finale, Ausar sconfisse la squadra del fratello in tre partite, venendo nominato MVP delle finali.
Nella sua seconda stagione, Thompson fu nominato capitano dei City Reapers, nuova squadra della lega, giocando al fianco di suo fratello. Dopo essere stato nominato MVP del campionato, Thompson si aggiudicò nuovamente il titolo e il riconoscimento di MVP delle finali. Ad aprile 2023 si dichiarò eleggibile al draft NBA previsto per giugno.

### NBA (2023-)

#### Detroit Pistons (2023-)
Al draft NBA 2023 Thompson è stato selezionato dai Detroit Pistons con la quinta scelta assoluta, subito dopo che il fratello Amen era stato scelto dagli Houston Rockets. I due sono diventati i primi fratelli nella storia della NBA ad essere selezionati tra i primi cinque del draft nello stesso anno.

## Statistiche

### Overtime Elite
| Anno      | Squadra      | PG | PT | MP   | TC%  | 3P%  | TL%  | RP  | AP  | PRP | SP  | PP   |
| --------- | ------------ | -- | -- | ---- | ---- | ---- | ---- | --- | --- | --- | --- | ---- |
| 2022-2023 | City Reapers | 16 | -  | 27,3 | 48,1 | 29,8 | 66,2 | 7,1 | 6,1 | 2,4 | 1,1 | 16,3 |
| Carriera  | Carriera     | 16 | -  | 27,3 | 48,1 | 29,8 | 66,2 | 7,1 | 6,1 | 2,4 | 1,1 | 16,3 |

### NBA

#### Regular Season
| Anno      | Squadra         | PG  | PT | MP   | TC%  | 3P%  | TL%  | RP  | AP  | PRP | SP  | PP   |
| --------- | --------------- | --- | -- | ---- | ---- | ---- | ---- | --- | --- | --- | --- | ---- |
| 2023-2024 | Detroit Pistons | 63  | 38 | 25,1 | 48,3 | 18,6 | 59,7 | 6,4 | 1,9 | 1,1 | 0,9 | 8,8  |
| 2024-2025 | Detroit Pistons | 59  | 48 | 22,5 | 53,5 | 22,4 | 64,1 | 5,1 | 2,3 | 1,7 | 0,7 | 10,1 |
| Carriera  | Carriera        | 122 | 86 | 23,9 | 50,9 | 19,8 | 62,1 | 5,8 | 2,1 | 1,4 | 0,8 | 9,4  |

#### Playoffs
| Anno     | Squadra         | PG | PT | MP   | TC%  | 3P% | TL%  | RP  | AP  | PRP | SP  | PP   |
| -------- | --------------- | -- | -- | ---- | ---- | --- | ---- | --- | --- | --- | --- | ---- |
| 2025     | Detroit Pistons | 6  | 6  | 22,5 | 57,1 | 0,0 | 58,3 | 5,2 | 1,0 | 1,2 | 0,8 | 11,5 |
| Carriera | Carriera        | 6  | 6  | 22,5 | 57,1 | 0,0 | 58,3 | 5,2 | 1,0 | 1,2 | 0,8 | 11,5 |

#### Massimi in carriera
- Massimo di punti: 22 vs Milwaukee Bucks (20 gennaio 2024)[9]
- Massimo di rimbalzi: 16 vs Chicago Bulls (12 novembre 2023)
- Massimo di assist: 6 vs Charlotte Hornets (27 ottobre 2023)
- Massimo di palle rubate: 5 vs Cleveland Cavaliers (1º marzo 2024)
- Massimo di stoppate: 5 vs Miami Heat (25 ottobre 2023)
- Massimo di minuti giocati: 43 vs Brooklyn Nets (7 marzo 2024)